# Акшамала
Акшама́ла, акша-мала или акшасутра — чётки, нить из бусин, используемая для подсчётов во время рецитации молитв или мантр.
Материал для изготовления акшамалы, являющейся одним из самых распространённых религиозных атрибутов в Индии, зачастую может указать на религиозную принадлежность владельца. Шиваиты, подражая своему богу, часто изображаемому носящим акшамалу, используют как материал для её изготовления высушенные плоды дерева рудракша (лат. Elaeocarpus ganitrus), всего до 14 разновидностей. Последователи Вишну часто носят акшамалу под названием камалакша, бусины которой созданы из веточек или зёрен растения тулси, которое считается формой Лакшми, супруги Вишну.
Другими часто используемыми материалами являются сандал и хрусталь, иногда используются кораллы или янтарь, жемчужины и шалаграма-шилы. В индуистской иконографии акшамала является одним из предметов, носимых Сарасвати, богиней познания и священного звука. Также является атрибутом Брахмы и Агни. В основном, акшамала состоит из 50-ти бусин, что соответствует знакам санскритского алфавита. В некоторых случаях может состоять из 81-й или из 108-ми бусин.
Некоторые тантристы используют маленькие черепа, вырезанные из слоновой кости.
Акшамала, состоящая из 108 бусин, используется в буддизме как символ мудрости и атрибут аскетов.

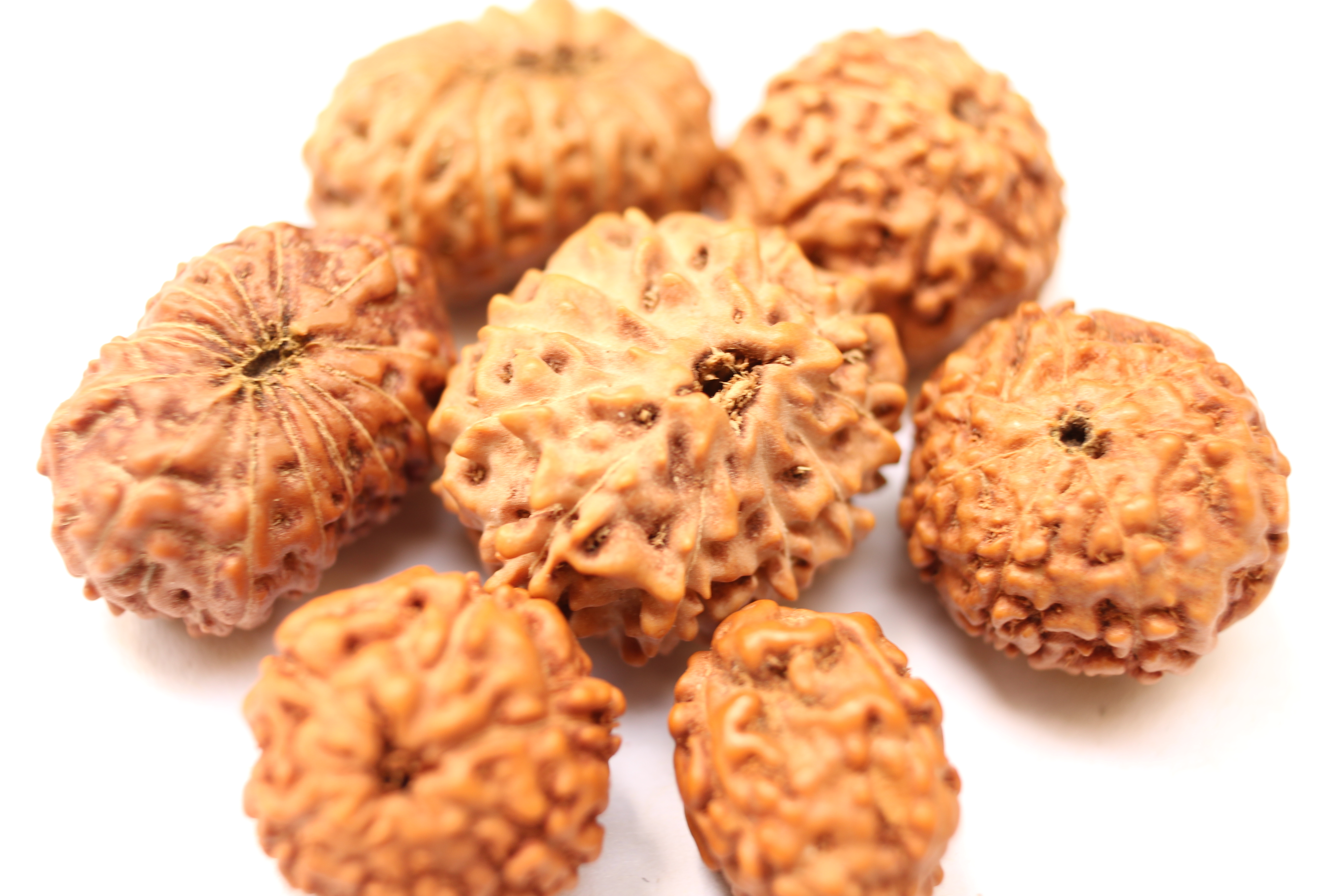
Сушёные плоды дерева рудракша.
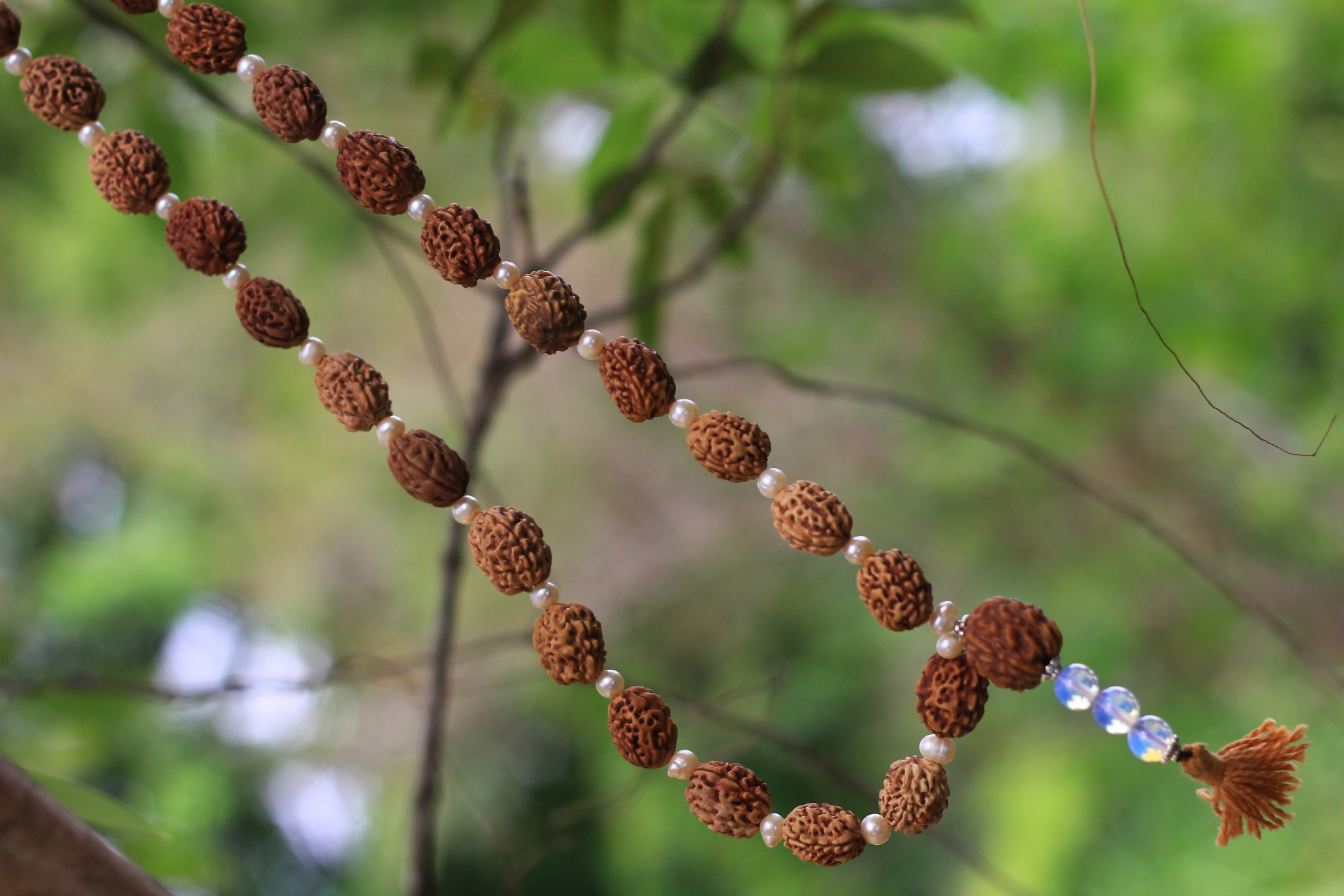
Акша-мала из плодов рудракши — 36 бусин.
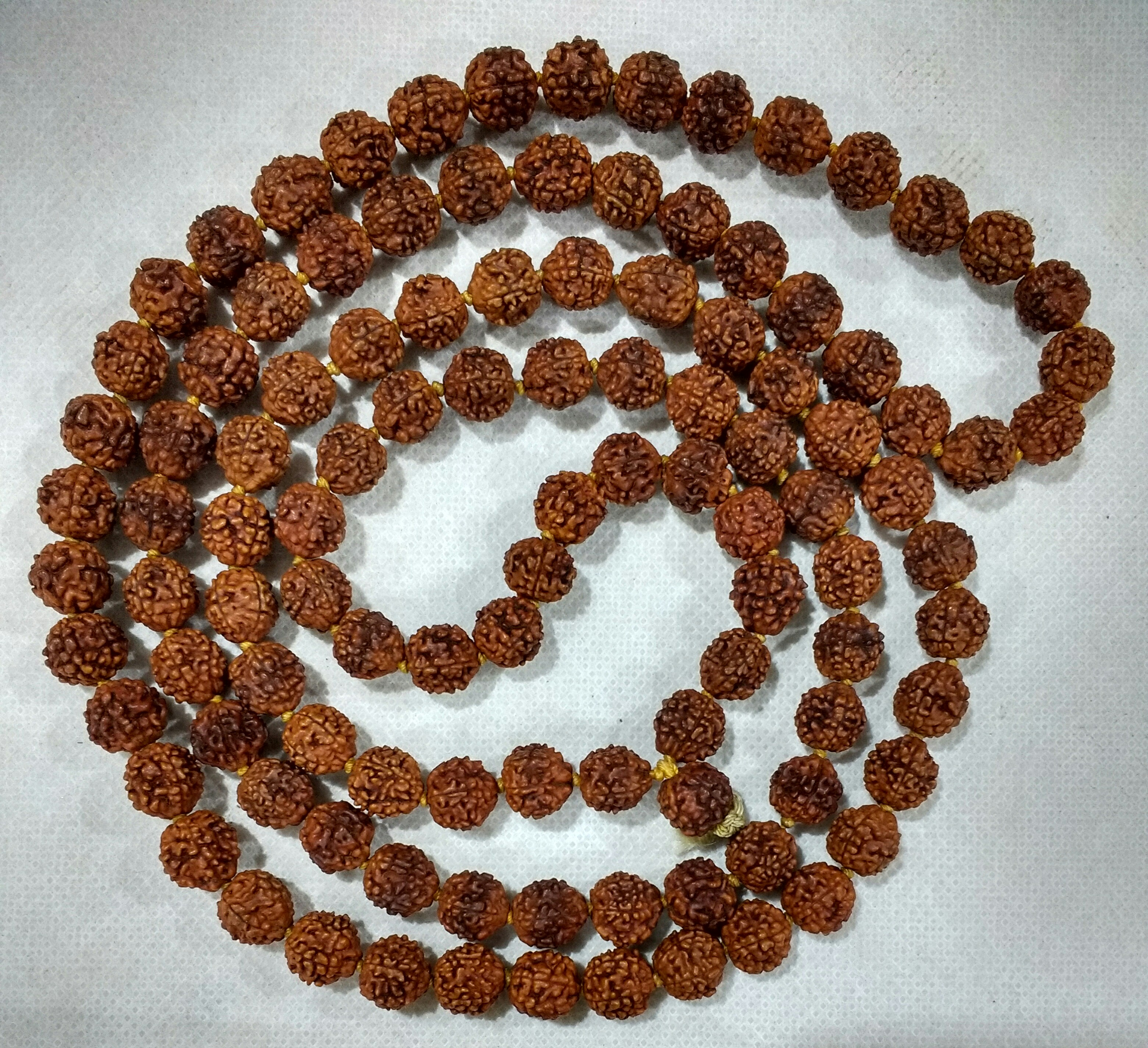
Акша-мала из плодов рудракши — 108 и одна бусина.